# P2! -let’s Play Pingpong!-
P2! -let's Play Pingpong!- (яп. ピーツー レッツ プレイ ピンポン пи:цу: рэтцу пурэй пимпон) — манга о настольном теннисе, публиковавшаяся в юношеском журнале Shonen Jump с сентября 2006 по ноябрь 2007 года. В 2007 году компания Shueisha издала мангу отдельными томами. Это первая крупная работа мангаки Тацумы Эдзири.
P2! -let's Play Pingpong!- рассказывает о мальчике по имени Хирому Аикава, который безуспешно пытается вступить в какой-нибудь спортивный школьный кружок. Хирому совсем отчаивается, пока не становится случайным свидетелем тренировки школьной команды по настольному теннису. Вдохновленный их выступлением, он решает вступить в этот клуб.